# 디젠티스 수도원
디젠티스 수도원(Reichskloster Disentis)은 동부 스위스 그라우뷘덴주에 있는 베네딕토회 수도원으로 현재의 디젠티스(로만슈어: Mustér 무쉬테) 마을이 성장한 곳이다.

## 초기사
이전에 이 수도원의 설립 날짜는 지역 성인 플라시두스와 지기베르트에 의해 614년으로 여겨졌다. 전통에 따르면 이 수도원은 수도원장과 30명의 수도사가 순교한 670년에 아바르에 의해 파괴되었다. 성 마르티노에게 헌정된 수도원은 약 711년 샤를레스 마르텔과 성 프림에 의해 재건되었다.
그러나 보다 실질적인 연구에 기초한 두 번째이자 현재의 견해는 그 기초가 8세기 초까지 이루어지지 않았다는 것이다. 이것은 유적지의 최초 추적 가능한 구조물이 약 700년에 지어졌고 약 940년에 파괴되었음을 보여주는 고고학적 조사에 의해 확증되며, 사라센족을 습격한 것으로 추정된다.
12세기 작품 《파시오 플라시디》(Passio Placidi)에서 각색된 지기스베르트에 대한 설명은 그가 성 마르틴의 보호 하에 이곳에 감방을 세운 콜롬바누스와 룩세유의 이상에 영감을 받아 방랑하는 프랑크족 수도사였다는 것이다. 플라시두스는 지기스베르트를 지지한 지역 유지이자, 지주였으며, 그는 많은 양의 토지를 교회에 양도했다. 이와 관련하여 독립성을 잃는 것을 막기 위해 쿠어 시장인 빅토르에 의해 살해당했다.
디젠티스와 관련된 가장 초기에 남아 있는 문서 중 하나는 쿠어의 주교인 "텔로의 유언"으로, 765년에 작성되었으며 수도원이 소유한 이미 매우 광범위한 자산을 기록하고 있다. 《파시오 플라시디》의 이야기는 텔로를 빅토르의 아들로 만들고 재산은 플라시두스의 살인에 대한 죄책감을 제공한다. 이것이 사실이든 아니든, 수도원은 확실히 이 날짜까지 매우 큰 재산을 획득했다.
샤를마뉴는 800년 로마에서 돌아오는 길에 재건된 수도원을 방문하여 많은 은혜를 베풀었다. 그것은 존재 초기부터 제국직속령(Reichskloster)(황제가 직접 책임을 져야 하고 따라서 다른 영주들의 요구가 없음)이었다. 제국의 이익에 대한 디젠티스의 주장은 취약한 산길에 대한 전략적 위치였으며, 연속적인 수도원장은 수도원의 이점을 활용할 수 있었다.
우달릭 1세(1031~55)은 나중에 다른 몇몇 사람들과 마찬가지로 제국의 왕자가 된 최초의 수도원장이었다. 그들 중 많은 사람들은 또한 이웃 교회의 주교가 되었다.

## 회색 동맹
디젠티스 수도원의 주제는 1285년에 처음으로 자신의 인장을 사용했다. 1371년부터 그들만의 란타만(미스트랄)이 있었다. 카디(Cadi)는 1401년에 회색동맹의 자치 코무네가 되었다. 1472년부터 미스트랄은 티켓에서 선출되었다. 17세기부터 자유 선거에서 수도원장이 제출한 3명의 후보자 중. 1851년경 카디는 디젠티스, 투이에취, 브리겔스와 메델, 트룬과 줌비타크의 4개 관할 구역(법원)으로 분할되었다.
1581년에 수도원은 성 가롤로 보로메오의 방문으로 영광을 받았다. 1617년에 수도원은 새로 형성된 스위스 회중(지금은 베네딕토회 연맹의 일부)의 일원이 되었다.
건물은 17세기 말경 바로크 양식으로 개조되었다.

## 현대사
1799년에 수도원은 나폴레옹 군대의 병사들에 의해 불태워지고 약탈되었고 7세기 필사본 연대기를 포함하여 많은 귀중한 물품, 서적 및 기록 보관소가 파괴되었다. 1729년에 세워진 인쇄기도 동시에 파괴되었지만, 녹은 활자 및 기타 금속의 대부분이 보존되었고, 그것으로부터 디센티스에 있는 성 마틴 교회 오르간의 파이프가 만들어져 아직도 사용 중이다. 파괴되지 않은 것의 대부분은 전쟁 노력을 위한 자금으로 몰수되었다. 수도원도 재산의 절반을 잃었다. 그럼에도 불구하고 그것은 제국의 왕자의 지위와 칭호를 누린 마지막 수도원장인 안젤름 후온더(Anselm Huonder) 수도원장에 의해 재건되었다.

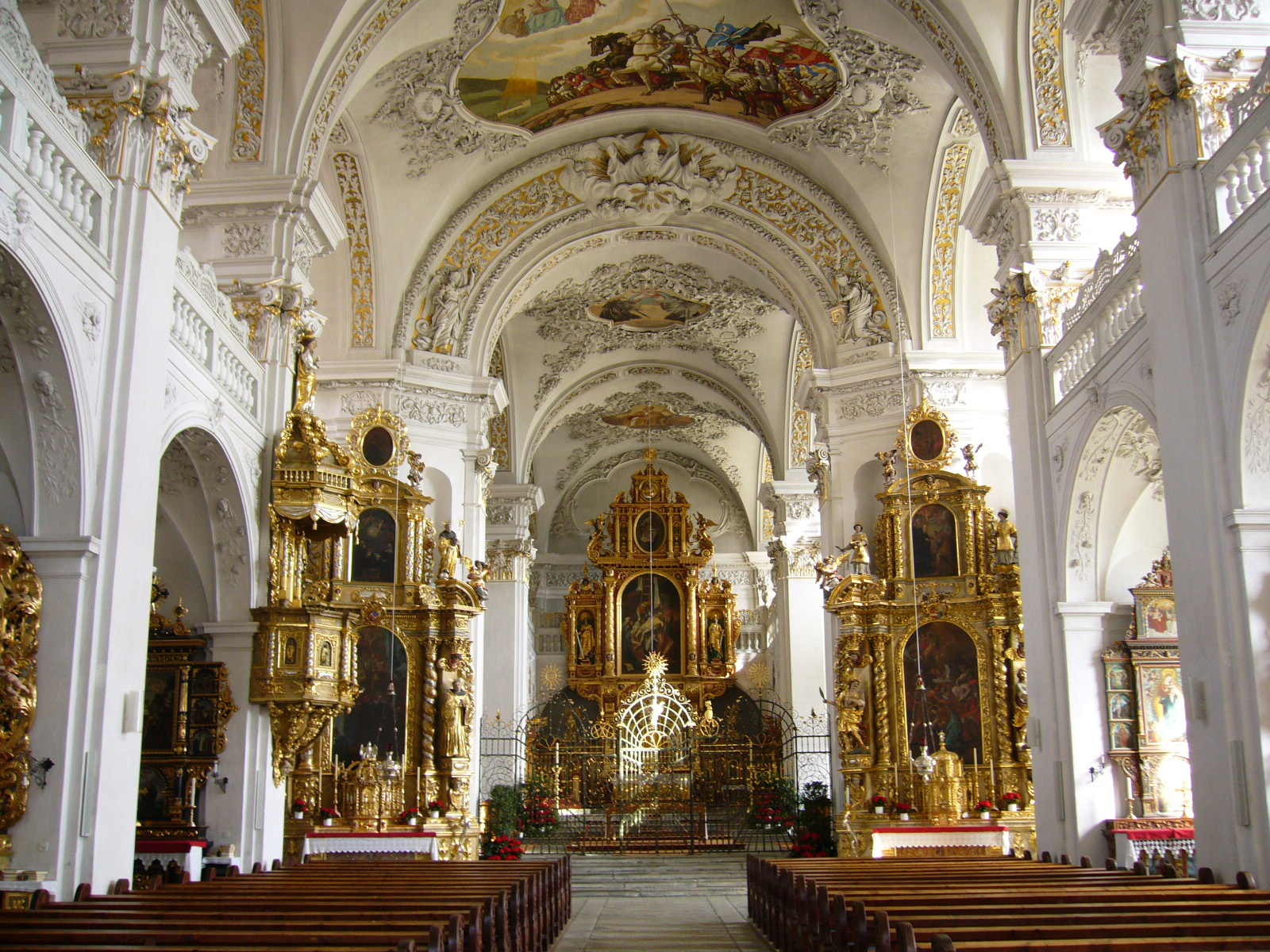
수도원 교회 내부

15세기부터 광범위한 자치권을 갖고 18세기에 수도원의 십일조로부터 자유를 얻었던 수도원의 봉건 영토는 전통적인 통치 시스템이 1851년의 새로운 주 헌법이 만들어질 때까지 유지되었다.
디젠티스는 그 당시 대부분의 종교 단체의 운명이었던 해산을 피할 수 있었지만, 그럼에도 불구하고 19세기는 어렵고 불안정한 시기였으며, 위험할 정도로 감소된 물질적 자원과 사기와 영적 훈련의 상실이 너무 심해 수도원이 무너졌다. 살아남을 것으로 예상되지 않았다. 필사적으로 뮌헨 성 보니파시오 수도원의 파울 비르커(Paul Birker) 수도원장이 상황을 뒤집기 위해 파견되었지만, 성공하지 못하여 1861년에 디센티스를 떠나 단순한 수도사로 뮌헨으로 돌아왔다. 그럼에도 불구하고 반대의 모든 징후에도 불구하고 수도원은 살아남았다. 1880년 스위스의 종교 가옥이 복원되면서 디젠티스는 중등학교를 개교하여 오늘날까지 이어지고 있으며 19세기 말에는 정신적, 물질적 건강을 완전히 회복했다.
수도원은 종교 공동체이자 높이 평가되는 중등학교의 본거지로 계속 남아 있다.

## 갤러리

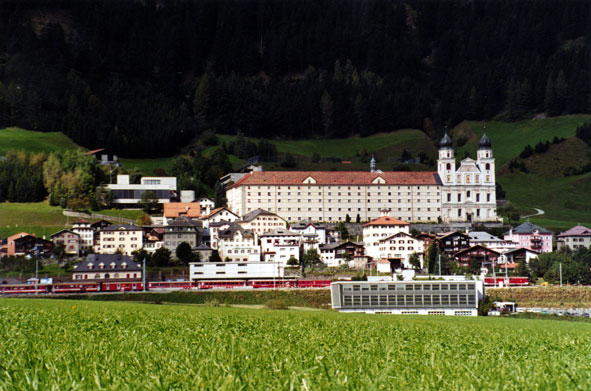
디젠티스 수도원
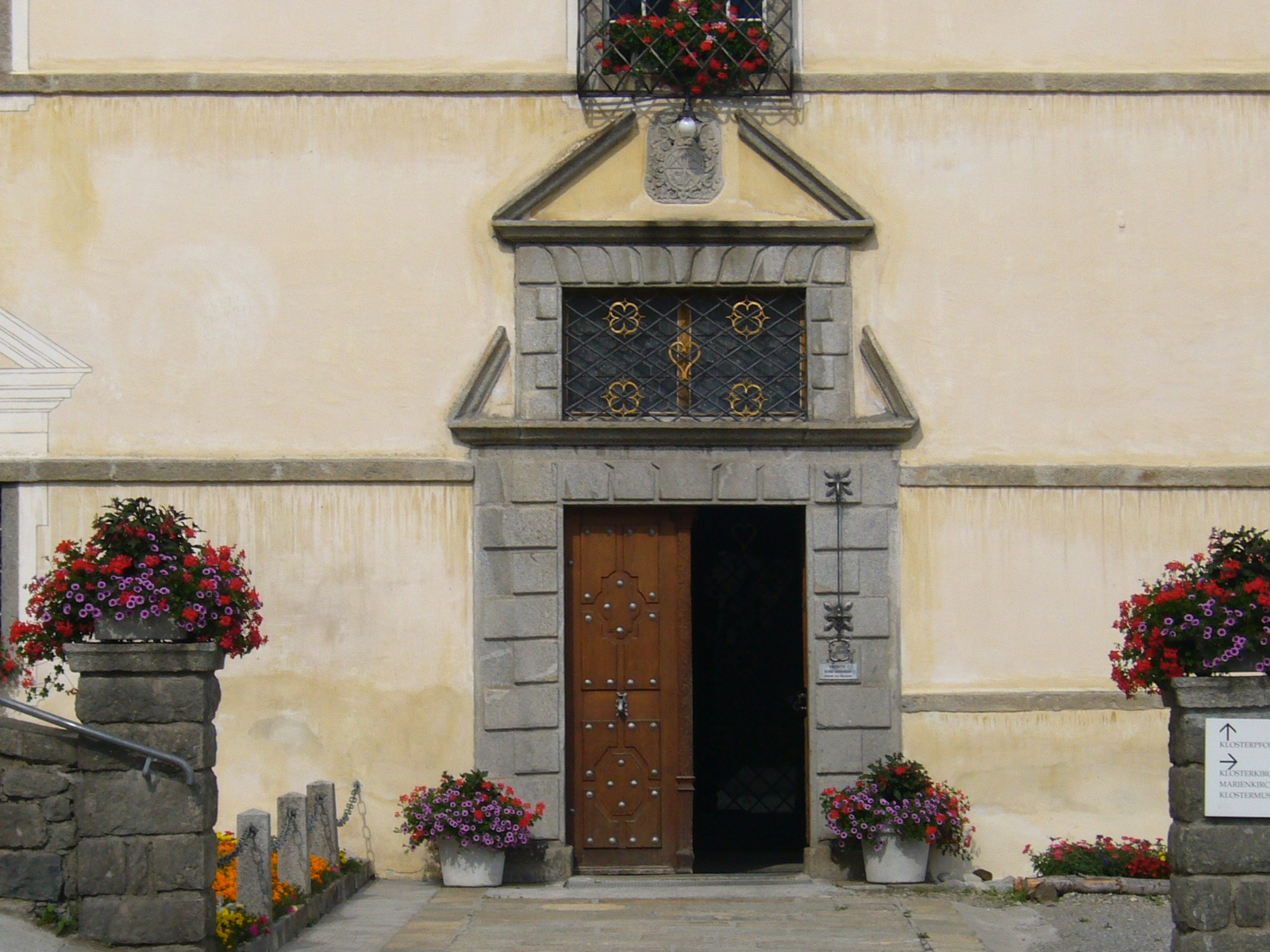
수도원 입구
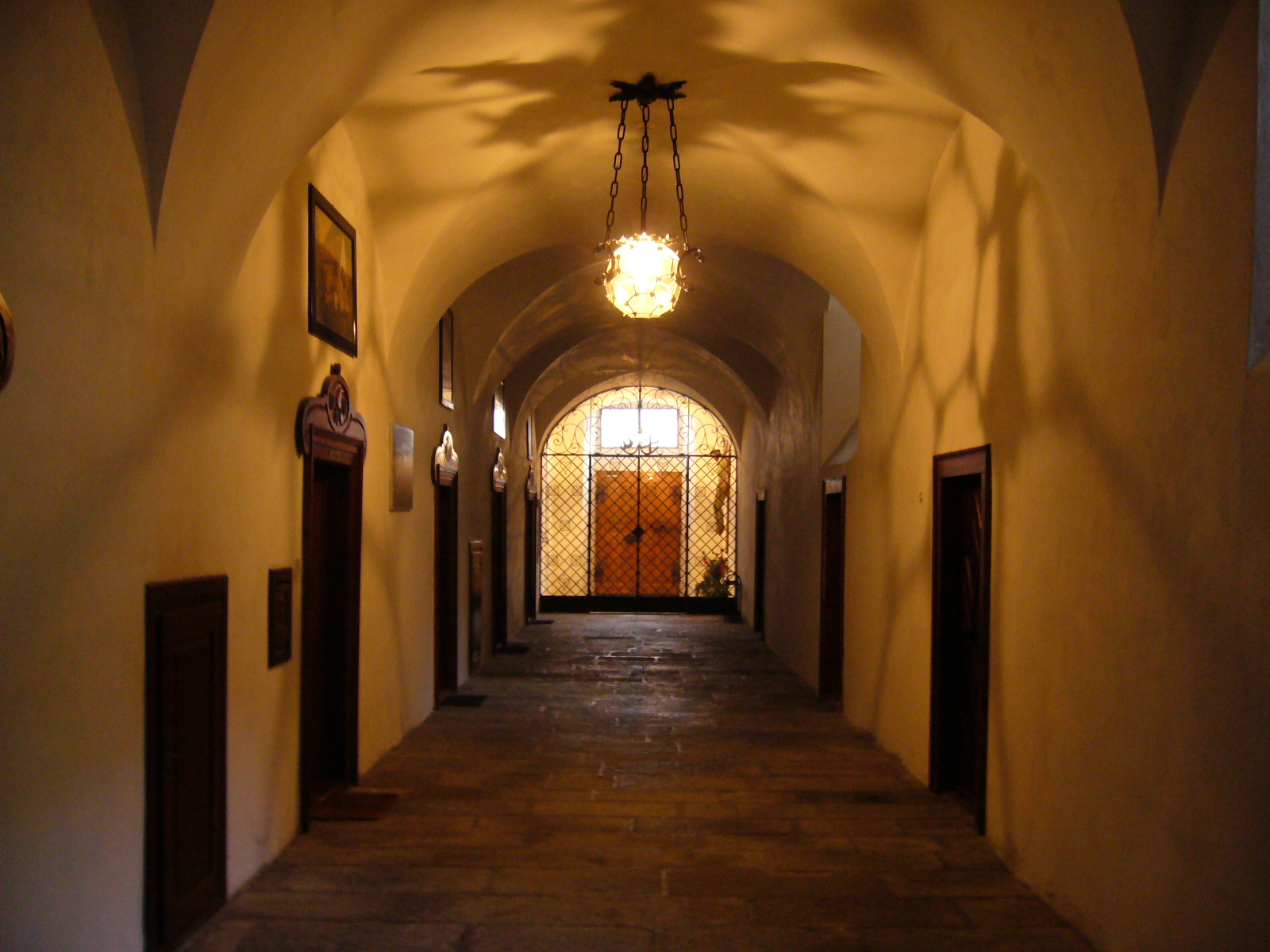
수도원 입구 내부
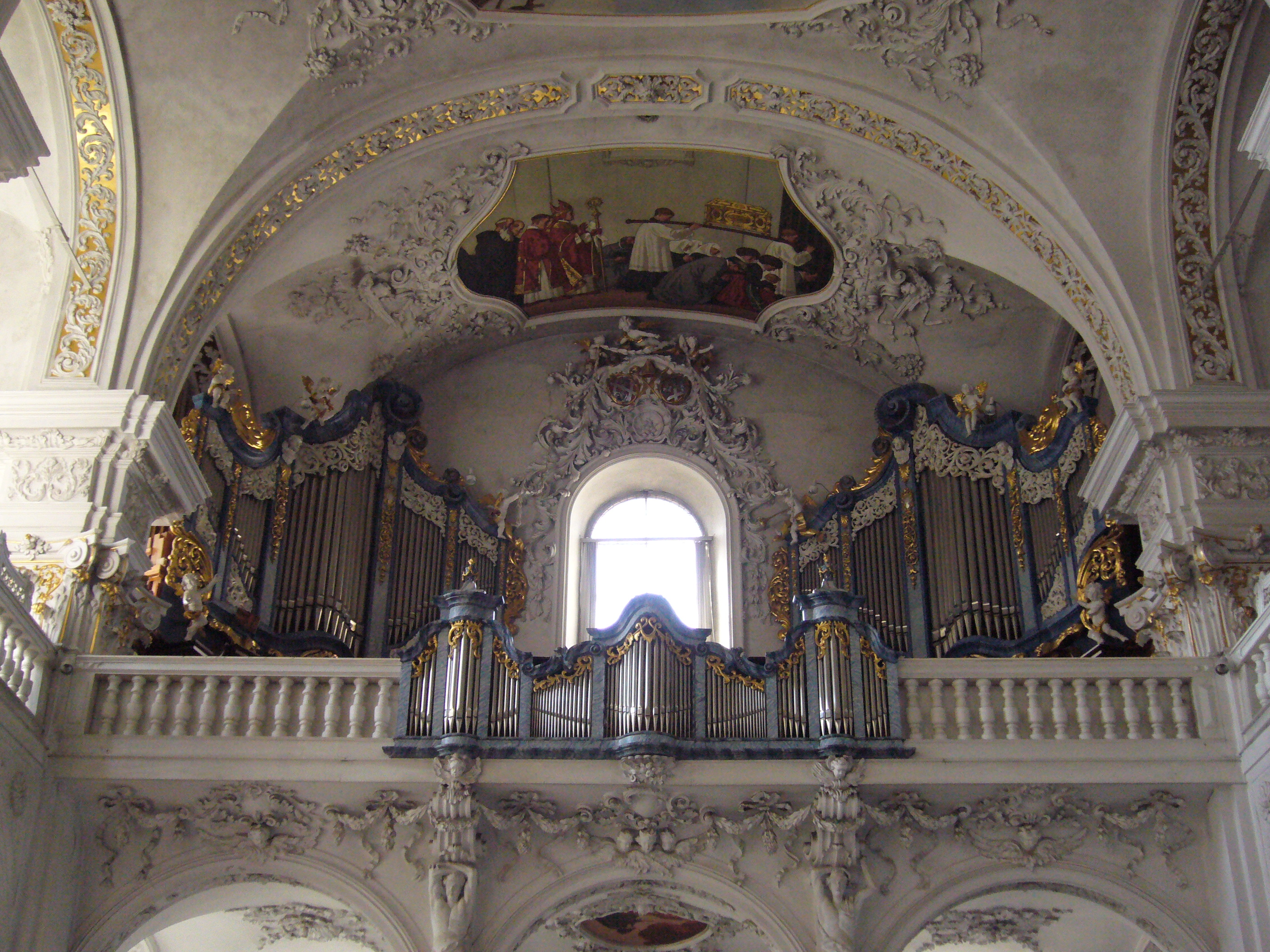
교회의 회랑
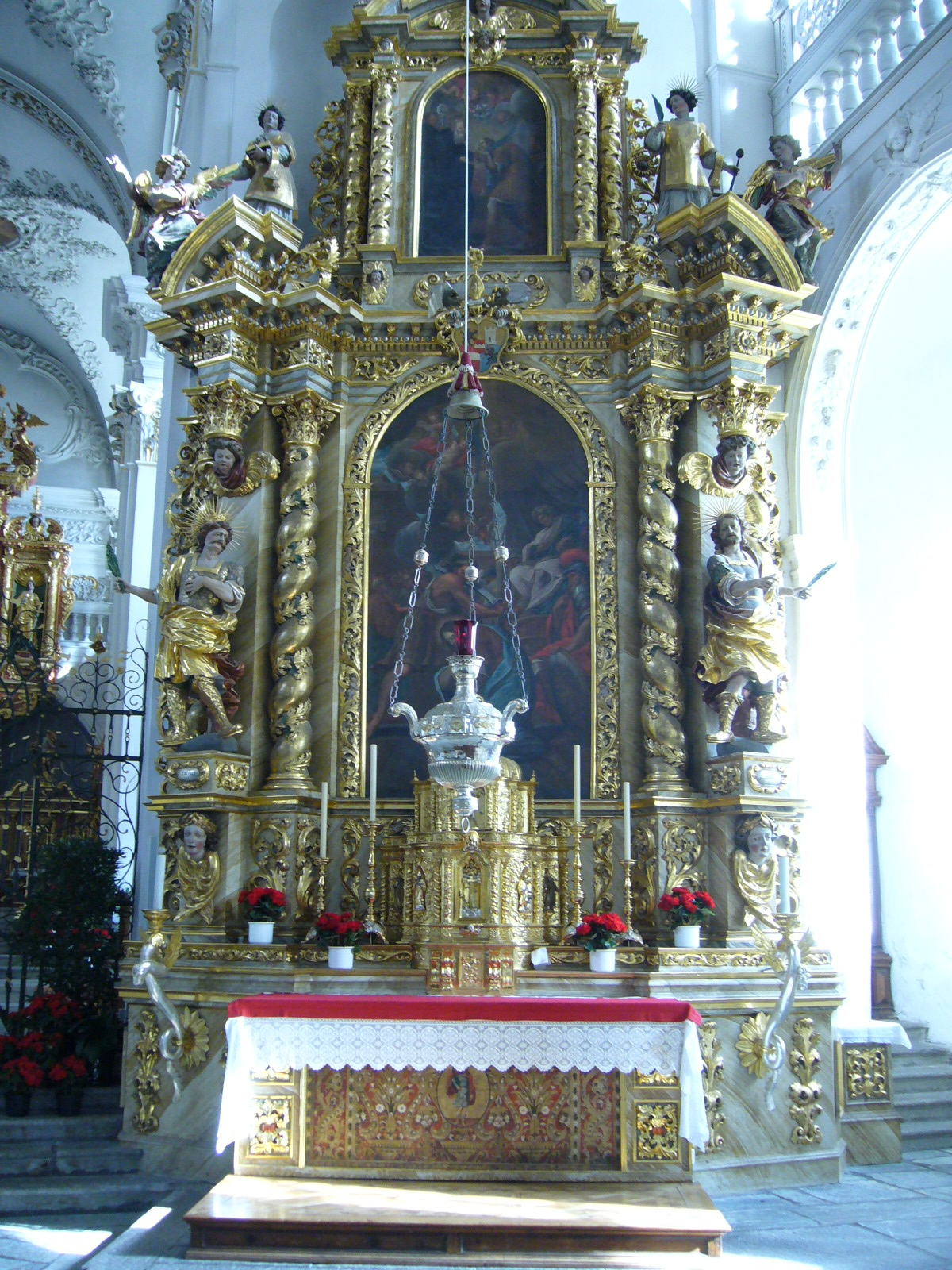
파시두스의 제단
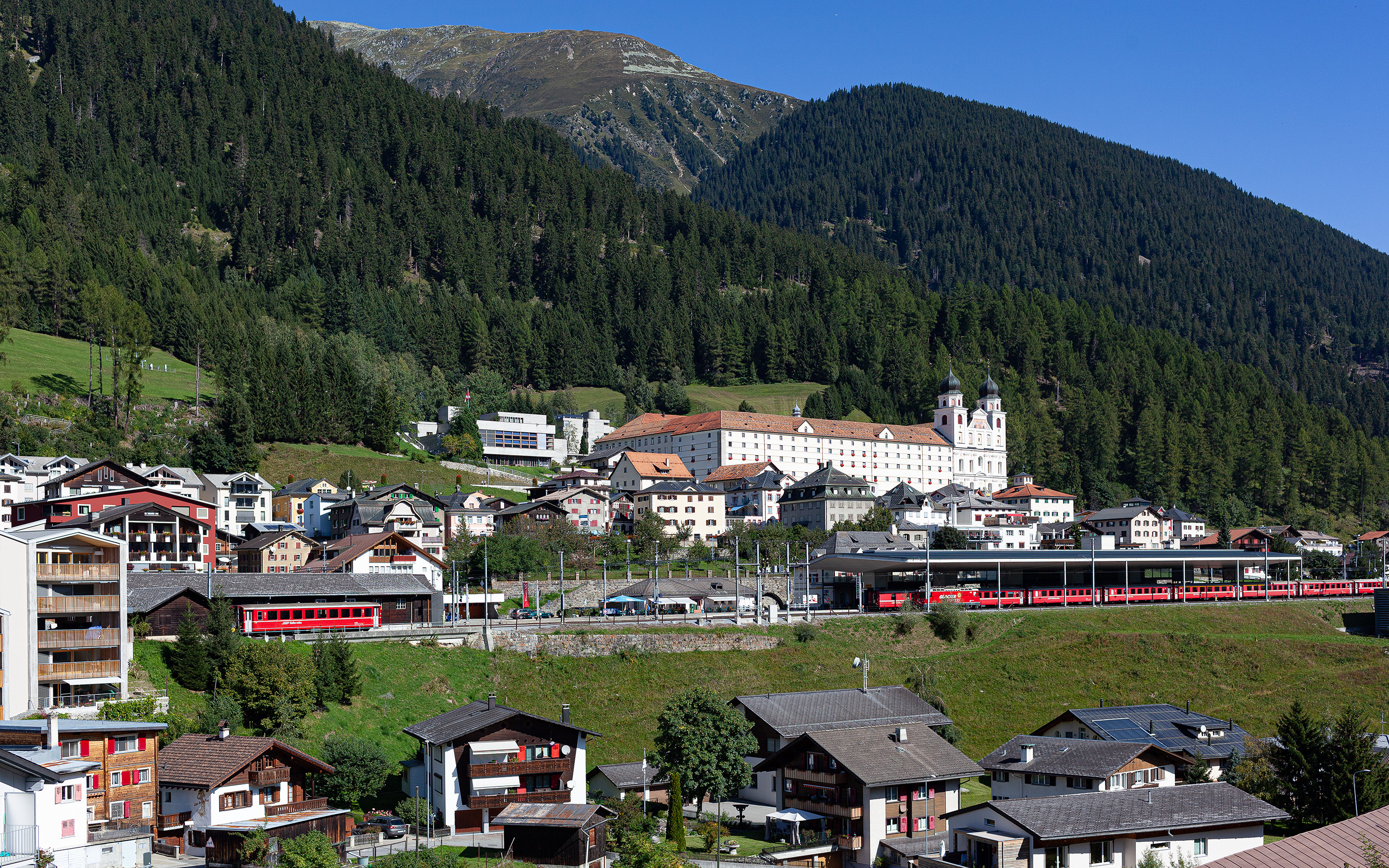
디젠티스 수도원, Via Lucmagn에서 본 풍경

## 참고자료
- Condrau, G., 1996. Disentis/Mustér: Geschichte und Gegenwart.
- Jacobsen. W., et al., 1991. Vorromische Kirchenbauten (Suppl.), pp. 93–95.
- Müller, I., 1971. Geschichte der Abtei Disentis von den Anfängen bis zur Gegenwart.
- Müller, I., 1986. Die Frühzeit des Klosters Disentis in BM, 1-45, HS III/1, pp. 474–512.
- Disentis in  독일어, 프랑스어, 이태리어 in 온라인 Historical Dictionary of Switzerland.
- 〈Disentis Abbey〉. 《가톨릭 백과사전》. 뉴욕: 로버트 애플턴 사. 1913.